# Toro Negro (San Luis)
Toro Negro es un paraje ubicado en el departamento Belgrano de la provincia de San Luis, Argentina.  
Se encuentra a 65 km al norte de la ciudad de San Luis, y a 13 km de Villa General Roca, cabecera del departamento, a orillas de la sierras de San Luis.

## Población
Cuenta con 81 habitantes (Indec, 2010), lo que representa un aumento del 20 % frente a los 73 habitantes (Indec, 2001) del censo anterior.
| Gráfica de evolución demográfica de Toro Negro entre 1980 y 2010 |
|                                                                  |
| Fuente: Censos nacionales del INDEC                              |

## Monumento de Reivindicación Histórica al General Manuel Belgrano
Inaugurado el 20 de mayo de 2005, en conmemoración del creador de la Bandera en la República Argentina. Obra que marcó trascendencia nacional por ser el mástil más alto de América en un lugar casi despoblado del país, superando incluso al Monumento histórico nacional a la Bandera en Rosario, provincia de Santa Fe. 
Está ubicado en la intersección de la Ruta Nacional N°146 y el acceso a la localidad de Villa General Roca, de quien depende la localidad de Toro Negro, en un predio de 3 hectáreas. El mástil está sostenido por 4 estandartes de hormigón de 20 metros de altura que representan a los 4 municipios del Departamento Belgrano: La Calera, Nogolí, Villa de la Quebrada y Villa General Roca. Sostiene una bandera de 10 metros de largo por 5,8 de ancho, el sol tiene un tamaño de 1,80 por 1,80 metros. La altura del mástil es de 60 metros, superando al de Rosario por 20 metros.

## Toro Negro y el cine
El 26 de abril de 2016 se eligió el paraje de Toro Negro para filmar el cortometraje El Cántaro, que trata sobre una inmensa sequía que hace que el agua se convierta en un tesoro muy preciado. El clima seco y desértico de la zona, más los innumerables parajes rurales, fue propicio para este filme.